# 彰聖嘉慶
彰聖嘉慶（しょうせいかけい、Chương Thánh Gia Khánh、チョンタインギアカイン）は、ベトナム、李朝の聖宗李日尊の治世で使われた元号。1059年 - 1065年。

## 西暦等との対照表
| 彰聖嘉慶 | 元年    | 2年     | 3年     | 4年     | 5年     | 6年      | 7年     |
| 西暦     | 1059年  | 1060年  | 1061年  | 1062年  | 1063年  | 1064年   | 1065年  |
| 干支     | 己亥    | 庚子    | 辛丑    | 壬寅    | 癸卯    | 甲辰     | 乙巳    |
| 宋       | 嘉祐4年 | 嘉祐5年 | 嘉祐6年 | 嘉祐7年 | 嘉祐8年 | 治平元年 | 治平2年 |

| 前の元号 龍瑞太平 | ベトナムの元号 李朝 | 次の元号 龍彰天嗣 |